# Lena (voornaam)
Lena is een meisjesnaam van Perzische oorsprong en betekent "licht", "helder" en "stralend". Het is een verkleinwoord van namen als Helena, Alina en Magdalena, maar wordt al lang als een onafhankelijke naam gebruikt.
Lena is populair in het Arabisch, Hindi, Russisch, Zweeds, Frans en Fins en was in 2013 de populairste naam voor meisjes die in Polen werden geboren.

## Bekende naamdragers
- Lena Andersson
- Lena Ayal
- Lena Bloch
- Lena Constante
- Lena Dunham
- Lena Dürr
- Lena Ehlers
- Lena Endre
- Lena Feringa
- Lena Gerke
- Lena Hallengren
- Lena Headey
- Lena Horne
- Lena Lervik
- Lena Malkus
- Lena Meyer-Landrut
- Lena Nuding
- Lena Nymark
- Lena Olin
- Lena Postuma
- Lena Raine
- Lena Rice
- Lena Schöneborn
- Lena Strömdahl
- Lena Suijkerbuijk
- Lena Valaitis
- Lena Zavaroni